# Новогригорівка (Веселинівська селищна громада)
Новогриго́рівка —  село в Україні, у Веселинівській селищній громаді Вознесенського району Миколаївської області. Населення становить 56 осіб. Колишній орган місцевого самоврядування — Подільська сільська рада.

## Населення

### Мова
Розподіл населення за рідною мовою за даними :
| Мова       | Кількість | Відсоток |
| ---------- | --------- | -------- |
| українська | 48        | 85.71%   |
| російська  | 7         | 12.50%   |
| білоруська | 1         | 1.79%    |
| Усього     | 56        | 100%     |